# Aeroportul Paamiut
Aeroportul Paamiut (IATA: JFR, ICAO: BGPT) este un aeroport din Groenlanda ce deservește zona Paamiut⁠(d). A fost deschis în 2007 și numit după zona deservită.
Situat la o altitudine de 37 m, aeroportul dispune de o singură pistă. Este operat de Greenland Airport Authority⁠(d).